# بينتاغون (فرقة كورية جنوبية)
بينتاغون أو بنتاغون (/[invalid input: 'ˈpentəˌgänː']/; كورية: 펜타곤; إنجليزية: PENTAGON مختصرها PTG) هي فرقة فتيان كورية جنوبية، بعشرة أعضاء تشكلت في عام 2016 بواسطة كيوب إنترتينمنت. الفرقة تضم جينهو، هوّي، هونغ-سوك، إيداون، شين-وون، يوو-وون، يينان، يوتو، كينو، ووو-سوك. تشكلوا بعد مشاركتهم ببرنامج يدعى "Pentagon maker" الذي عرض على قناة إمنت (قناة تلفزيونية) . و قد تم ترسيمهم في يوم 10 أكتوبر 2016.

## روابط خارجية
- بينتاغون على موقع ميوزك برينز (الإنجليزية)
- بينتاغون على موقع أول ميوزيك (الإنجليزية)
- بينتاغون على موقع ديسكوغز (الإنجليزية)